# Nikoloz
Nikoloz (gruz. ნიკოლოზი) – gruzińskie imię męskie, odpowiednik imienia Mikołaj.
Osoby o tym imieniu:
- Nikoloz Basilaszwili
- Nikoloz Muscheliszwili
- Nikoloz Gelaszwili
- Nikoloz Togonidze
- Nikoloz Izoria